# Secolul al IV-lea

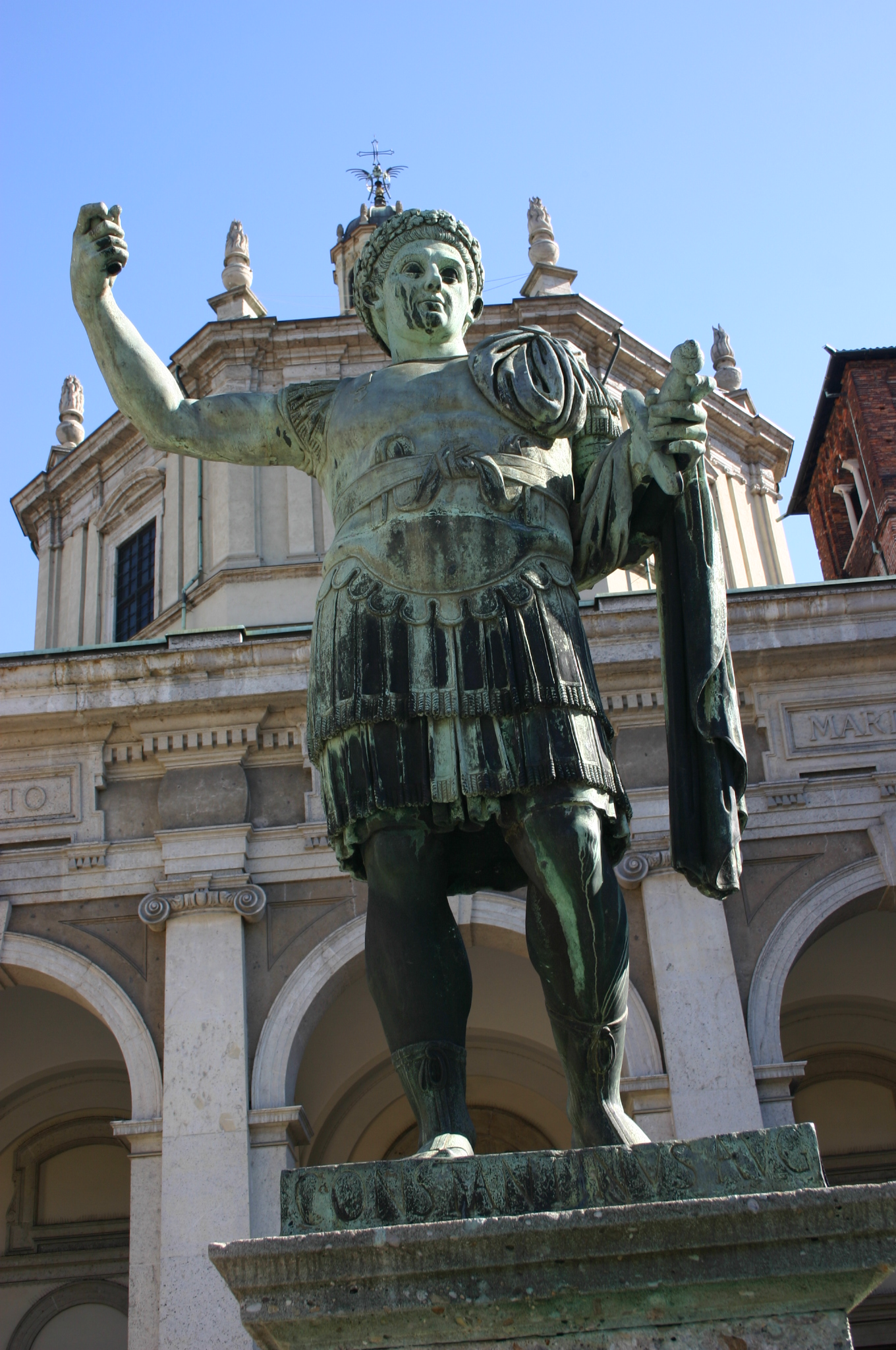
Constantin I cel Mare - Personalitatea secolului IV

Secolul al IV-lea a durat din 301 până în anul 400. În Occident, prima parte a secolului a fost modelată de Constantin I, care a devenit primul Împărat Roman care s-a convertit la creștinism. Și-a câștigat controlul suprem asupra întregului imperiu după îndepărtarea rivalului său, Maxențiu, și s-a remarcat pentru construirea unei singure capitale din 330 numită Nova Roma (Noua Romă), mai târziu a fost redenumită Constantinopol, în onoarea lui.
Ultimul împărat care a controlat întregul imperiu a fost Teodosie I. În cele din urmă, imperiul a fost împărțit în două imperii:Imperiul Roman de Apus și Imperiul Roman de Răsărit.
Creștinismul a devenit religie oficială a imperiului, iar cultele păgâne au fost interzise și au dispărut treptat. Tot în aceeași perioadă, invaziile repetate ale popoarelor migratoare au afectat imperiul din anul 376. Aceste invazii timpurii au marcat începutul sfârșitului pentru Imperiul Roman de Apus.
În Extremul Orient, Coreea s-a menținut împărțită în trei regate: Baekje, Goguryeo și Silla.

## Evenimente

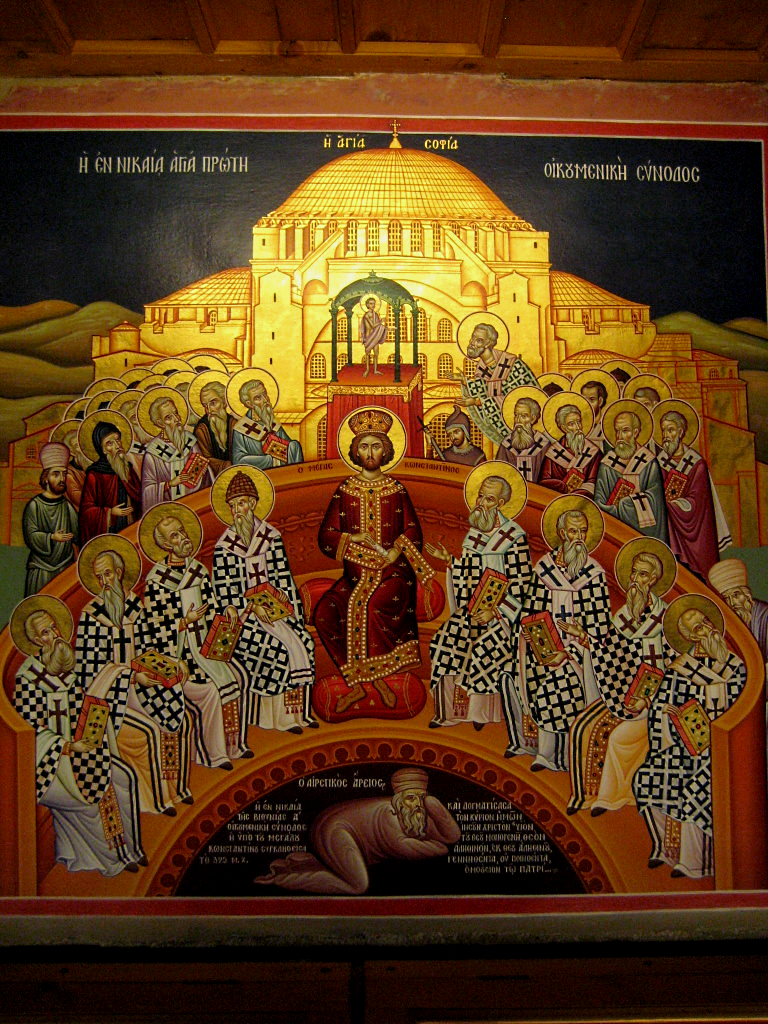
Conciliul de la Niceea

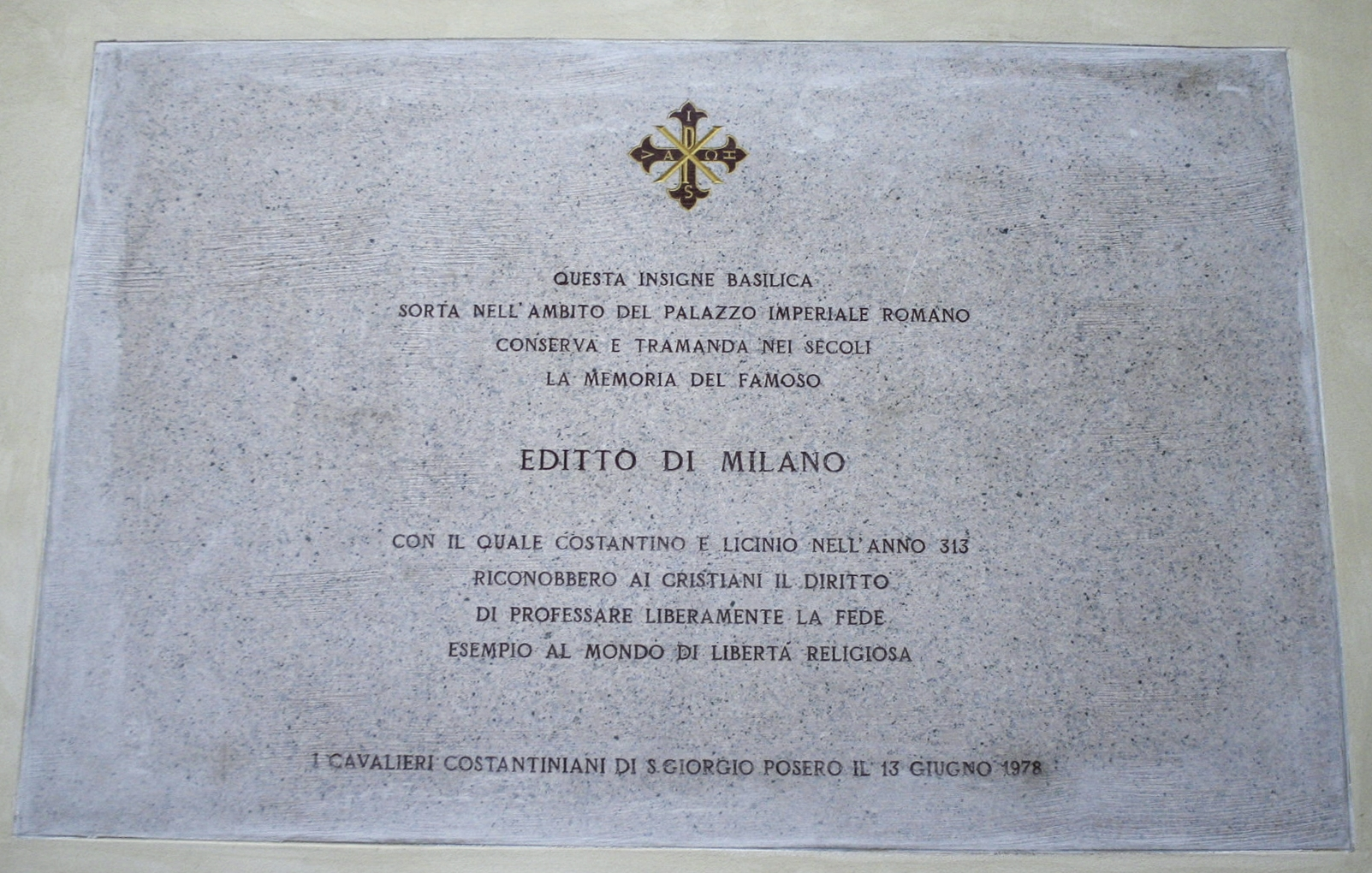
Edictul de la Milano

- 301 :  Armenia este prima țară care adoptă creștinismul ca religie de stat, urmată de Etiopia (circa 320); republica San Marino este înființată.
- 306 - 337 : Constantin I încheie persecuțiile creștine din Imperiul Roman și Constantinopolul devine noua capitală imperială (Noua Romă).
- 312 - Convertirea împăratului roman Constantin I la creștinism.
- 325 : Constantin I solicită Primul Consiliu de la Niceea pentru a pacifica creștinismul în strânsoarea controversei ariane.
- 337 : Constantin I este botezat pe patul de moarte.
- 350 : Hunii încep să invadeze Imperiul Sassanid.
- 376 : Vizigoților li se permite intrarea în Imperiul Roman prin traversarea Dunării, pentru a-i opri pe huni.
- 378 : Bătălia de la Adrianopol. Armata romană este învinsă de cavaleria vizigotă. Împăratul Valens este ucis.
- 378 - 395 : Teodosie I, Împărat Roman, interzice cultele păgâne, creștinismul devenind religia oficială a Imperiului.
- 381 : Primul Consiliu din Constantinopol reafirmă doctrina creștină a Sfintei Treimi prin adăugarea Crezului de la Niceea.
- 383 : Bătălia de la Raul Fei în China.
- 395 : Împăratul roman Teodosie I moare, cauzând împărțirea Imperiului Roman.

## Oameni importanți
- Constantin I (280 - 337), împărat roman între 306 și 337
- Iulian Apostatul:împărat roman
- Sfântul Augustin: teolog și Părinte al Bisericii (354 - 430)
- Arius: fondatorul arianismului
- Antonie cel Mare:întemeietor al Ordinului călugărilor Anahoreți
- Sfântul Ambrozie:episcop, teolog, unul din cei patru părinți ai Bisericii Apusene, doctor al Bisericii.
- Vasile cel Mare:teolog, creștin, episcop în Cappadocia
- Faxian: călugăr budist
- Grigore de Nazianz: teolog creștin, episcop
- Iamblichus (245-C. 325): filozof neoplatonist
- Ieronim:călugăr și traducător al Bibliei în latină
- Ioan Gură de Aur: de origine siriană, Patriarh al Constantinopolului
- Kumārajīva ( 344 - 413 ): călugăr budist din India, traducătorul sutrelor în chineză
- Tao-Un (312-385): călugăr chinez budist, traducător care a eliminat cuvinte taoiste din scrierile budiste
- Teodosie I (378-395): Împărat Roman
- Wulfila : preot arian și traducător al Bibliei în gotică

## Războaiele secolului
| Început | Sfârșit | Conflictul               | Combatanți         | Combatanți     |
| Început | Sfârșit | Conflictul               | Tabăra victorioasă | Tabăra învinsă |
| ------- | ------- | ------------------------ | ------------------ | -------------- |
| 376     | 382     | Războiul Gotic (376–382) |                    |                |

| An  | Bătălia                        | Rezumat |
| --- | ------------------------------ | --- |
| 312 | Torino                         | Constantin I învinge forțele loiale lui Maxențiu.                                                                                 |
| 312 | Verona                         | Constantin îl învinge pe Maxențiu.                                                                                                |
| 312 | Bătălia de la Podul Milvius    | Constantin îl învinge pe Maxentiu și preia controlul în Italia.                                                                   |
| 313 | Tzirallum                      | În partea estică a imperiului, Licinius îl învinge pe Maximinus Daia.                                                             |
| 314 | Cibalae                        | Constantin îl învinge pe Licinius.                                                                                                |
| 316 | Mardia                         | Constantin îl învinge din nou pe Licinius, care a cedat Illyricum lui Constantin.                                                 |
| 324 | Bătălia de la Adrianople (324) | Constantin îl învinge pe Licinius, care se refugiază spre Byzantium.                                                              |
| 324 | Hellespont                     | Flavius Julius Crispus, fiul lui Constantin, îi înfrânge forțele navale ale lui Licinius                                          |
| 324 | Chrysopolis                    | Constantin îl învinge decisiv pe Licinius, și își stabilește controlul suprem asupra întregului imperiu.                          |
| 344 | Singara                        | Împăratul Constantius II învinge forțele de asediu conduse de regele persan, Shapur II.                                           |
| 351 | Mursa Major                    | Constantius II îl învinge pe uzurpatorul Magnentius.                                                                              |
| 353 | Muntele Seleucus               | Înfrângerea finală a lui Magnentius de către Constantius II                                                                       |
| 356 | Asediul de la Autun            | Autun este asediat de Alamanni. Iulian Apostolul înfrânge asediul.                                                                |
| 356 | Durocortorum                   | Iulian Apostolul este învins de Alemanni.                                                                                         |
| 356 | Brumath                        | Romanii conduși de Iulian Apostolul nimicesc o tabără germanică.                                                                  |
| 356 | Asediul de la Senonae          | Asediul germanilor eșuează după intervenția lui Iulian Apostolul.                                                                 |
| 357 | Strasbourg                     | Julian îi expediază pe Alamanni spre Rhineland.                                                                                   |
| 359 | Amida                          | Imperiul Sasanid capturează orașul roman Amida.                                                                                   |
| 363 | Ctesiphon                      | Julian îl învinge pe Shapur II în afara zidurilor capitalei persane, dar orașul nu l-a putut să-l preia.                          |
| 363 | Samarra                        | Iulian îi învinge pe Sassanizi, dar este ucis în luptă. Bătălia este încheiată cu pierderi majore și un tratat de pace forțat.    |
| 366 | Thyatria                       | Romanii conduși de Valens îl înving pe uzurpatorul Procopius.                                                                     |
| 367 | Solicinium                     | Romanii conduși de Valentinian I înving incursiunea Alemannilor.                                                                  |
| 373 | Raul Tanais                    | Hunii îi înving pe alani lângă Don.                                                                                               |
| 377 | [ Willows                      | Romanii se luptă cu goții. |
| 378 | Argentovaria                   | Gratianus îi învinge pe Alamanni.                                                                                                 |
| 378 | Bătălia de la Adrianopol (378) | Goții Thervingi, la comanda lui Fritigern, îl înving și îl ucid pe împăratul Valens.                                              |
| 380 | Thessalonica                   | Goții conduși de Fritigern înving armata romană condusă de Theodosius I.                                                          |
| 383 | Feishui                        | Fu Jiān este învins de comandantul Jin Xie An. Regatul Qin, aflat în formare, a intrat în colaps.                                 |
| 388 | Raul Sava                      | Theodosius I îl învinge pe uzurpatorul Magnus Maximus.                                                                            |
| 394 | Frigidus                       | Împăratul roman creștin Theodosius I învinge ultimele grupări păgâne conduse de uzurpatorul Eugenius și generalul franc Arbogast. |
| 395 | Panta Canhe                    | Yan invadează regiunea Wei; Yan este învins.                                                                                      |

## Invenții, descoperiri
- Scăriță a fost inventată în China, nu mai târziu de 322.
- Kama Sutra: vechi text indian, considerat astăzi a fi lucrarea standard despre dragoste din literatura sanscrită.
- Codex Sinaiticus, Codex Vaticanus.
- Cartea pașilor, discursuri religioase siriace.
- 400: India: ginul extras din bumbac

## Decenii și ani
| Anii 290 | 290 | 291 | 292 | 293 | 294 | 295 | 296 | 297 | 298 | 299 |
| Anii 300 | 300 | 301 | 302 | 303 | 304 | 305 | 306 | 307 | 308 | 309 |
| Anii 310 | 310 | 311 | 312 | 313 | 314 | 315 | 316 | 317 | 318 | 319 |
| Anii 320 | 320 | 321 | 322 | 323 | 324 | 325 | 326 | 327 | 328 | 329 |
| Anii 330 | 330 | 331 | 332 | 333 | 334 | 335 | 336 | 337 | 338 | 339 |
| Anii 340 | 340 | 341 | 342 | 343 | 344 | 345 | 346 | 347 | 348 | 349 |
| Anii 350 | 350 | 351 | 352 | 353 | 354 | 355 | 356 | 357 | 358 | 359 |
| Anii 360 | 360 | 361 | 362 | 363 | 364 | 365 | 366 | 367 | 368 | 369 |
| Anii 370 | 370 | 371 | 372 | 373 | 374 | 375 | 376 | 377 | 378 | 379 |
| Anii 380 | 380 | 381 | 382 | 383 | 384 | 385 | 386 | 387 | 388 | 389 |
| Anii 390 | 390 | 391 | 392 | 393 | 394 | 395 | 396 | 397 | 398 | 399 |
| Anii 400 | 400 | 401 | 402 | 403 | 404 | 405 | 406 | 407 | 408 | 409 |